# Eugenia gaudichaudiana
Eugenia gaudichaudiana är en myrtenväxtart som beskrevs av Otto Karl Berg. Eugenia gaudichaudiana ingår i släktet Eugenia och familjen myrtenväxter. Inga underarter finns listade i Catalogue of Life.